# Põllu
Põllu – wieś w Estonii, prowincji Rapla, w gminie Kehtna.